# Abdulaziz Al-Janoubi
Abdulaziz Al-Janoubi (21 de julho de 1974) é um ex-futebolista profissional saudita que atuava como defensor.

## Carreira
Abdulaziz Al-Janoubi fez parte do elenco da Seleção Saudita de Futebol da Copa do Mundo de 1998.